# Perknaster aurorae
Perknaster aurorae är en sjöstjärneart som först beskrevs av Jean Baptiste François René Koehler 1920.  Perknaster aurorae ingår i släktet Perknaster och familjen Ganeriidae. Inga underarter finns listade i Catalogue of Life.